# Ticão
Carlos Augusto Bertoldi, meglio noto come Ticão (Curitiba, 7 febbraio 1985), è un ex calciatore brasiliano, di ruolo centrocampista.

## Carriera

### Club
Ha giocato nella massima serie dei campionati brasiliano, greco ed hongkonghese, e nella seconda divisione brasiliana.